# تايتشي تاكيدا
تايتشي تاكيدا (باليابانية: 武田 太一) (مواليد 22 أبريل 1997) هو لاعب كرة قدم ياباني.

## وصلات خارجية
- تايتشي تاكيدا على موقع رابطة كرة القدم اليابانية للمحترفين (اليابانية)
- تايتشي تاكيدا على موقع قاعدة بيانات كرة القدم.إي يو (الإنجليزية)
- تايتشي تاكيدا على موقع Soccerway.com (الإنجليزية)
- تايتشي تاكيدا على موقع عالم كرة القدم.نت (الإنجليزية)